# Blomsterfesten i Genzano
Blomsterfesten i Genzano er en ballet i én akt af den danske koreograf August Bournonville. Balletten blev skabt til Den Kongelige Ballet i 1858. Musikken blev komponeret af Edvard Helsted og Holger Simon Paulli.
Balletten havde premiere d. 19. december 1858, og blev opført sidste gang på Det Kongelige Teater i 1929. Pas de deux'en for hovedparret opføres dog fortsat på Det Kongelige Teater samt på andre scener rundt om i verden.
Ved åbningen af Operaen d. 15. januar 2005 blev pas de deux'en fra Blomsterfesten i Genzano opført.